# Mohammed Ali Khan
Mohammed Ali Khan (en arabe : محمد علي خان), né le 1er novembre 1988 à Beyrouth au Liban, est un footballeur international libanais, qui évolue au poste de défenseur.

## Biographie

### Carrière en club
Jusqu'en 2013, il croyait qu'il était né en 1986, mais après avoir trouvé son certificat de naissance original du Liban, il a découvert qu'il est né en 1988 et avait fait ses débuts en équipe première en Superettan à l'âge de 15 ans.
Le 3 mars 2014, il signe un contrat de 2 ans avec l'équipe chinoise du Tianjin Teda. Il a joué 17 matchs lors de sa seule saison en Chine.
Le 21 janvier 2015, il signe un contrat de 3 ans avec l'équipe suédoise du Halmstads BK.

### Carrière internationale
Mohammed Ali Khan compte 10 sélections avec l'équipe du Liban depuis 2013.
Il est convoqué pour la première fois en équipe du Liban par le sélectionneur national Giuseppe Giannini, pour un match amical contre la Syrie le 6 septembre 2013. Le match se solde par une victoire 2-0 des Libanais.

## Statistiques
| Saison                | Club                  | Championnat           | Championnat | Championnat | Coupe(s) nationale(s) | Coupe(s) nationale(s) | Compétition(s) continentale(s) | Compétition(s) continentale(s) | Compétition(s) continentale(s) | Liban | Liban | Total | Total |
| Saison                | Club                  | Division              | M.          | B.          | M.                    | B.                    | Comp.                          | M.                             | B.                             | M.    | B.    | M.    | B.    |
| 2004                  | Västra Frölunda       | Superettan            | 3           | 0           | -                     | -                     | -                              | -                              | -                              | -     | -     | 3     | 0     |
| 2005                  | Västra Frölunda       | Superettan            | 24          | 1           | -                     | -                     | -                              | -                              | -                              | -     | -     | 24    | 1     |
| 2006                  | Västra Frölunda       | Division 1 Södra      | 19          | 2           | -                     | -                     | -                              | -                              | -                              | -     | -     | 19    | 2     |
| 2007                  | Västra Frölunda       | Division 1 Södra      | -           | -           | -                     | -                     | -                              | -                              | -                              | -     | -     | 0     | 0     |
| 2008                  | Västra Frölunda       | Division 1 Södra      | -           | -           | -                     | -                     | -                              | -                              | -                              | -     | -     | 0     | 0     |
| 2009                  | BK Häcken             | Allsvenskan           | 2           | 0           | 1                     | 0                     | -                              | -                              | -                              | -     | -     | 3     | 0     |
| 2010                  | BK Häcken             | Allsvenskan           | 12          | 0           | 1                     | 0                     | -                              | -                              | -                              | -     | -     | 13    | 0     |
| 2011                  | BK Häcken             | Allsvenskan           | 13          | 0           | 1                     | 0                     | C3                             | 1                              | 0                              | -     | -     | 15    | 0     |
| 2012                  | BK Häcken             | Allsvenskan           | 26          | 1           | 1                     | 0                     | -                              | -                              | -                              | -     | -     | 27    | 1     |
| 2013                  | BK Häcken             | Allsvenskan           | 18          | 0           | 3                     | 0                     | C3                             | 1                              | 0                              | 8     | 0     | 30    | 0     |
| 2014                  | Tianjin TEDA          | Super League          | 17          | 1           | -                     | -                     | -                              | -                              | -                              | 1     | 0     | 18    | 1     |
| 2015                  | Halmstads BK          | Allsvenskan           | 29          | 0           | 3                     | 0                     | -                              | -                              | -                              | 1     | 0     | 33    | 0     |
| 2016                  | Halmstads BK          | Superettan            | 8           | 0           | 4                     | 0                     | -                              | -                              | -                              | -     | -     | 12    | 0     |
| Total sur la carrière | Total sur la carrière | Total sur la carrière | 171         | 5           | 14                    | 0                     | -                              | 2                              | 0                              | 10    | 0     | 197   | 5     |